# Hyotherium
Hyotherium був вимерлим родом парнопалих під групою Hyotheriinae (група, яка також складається з Chicochoerus, Xenohyus та інших) родини Suidae. Він жив у міоцені в Європі та на острові Перім, Індія. Його назвав фон Майєр у 1834 році.